# Tipula danieli
Tipula danieli är en tvåvingeart som beskrevs av Simova-tosic 1972. Tipula danieli ingår i släktet Tipula och familjen storharkrankar. Inga underarter finns listade i Catalogue of Life.